# 廢藝齋集稿

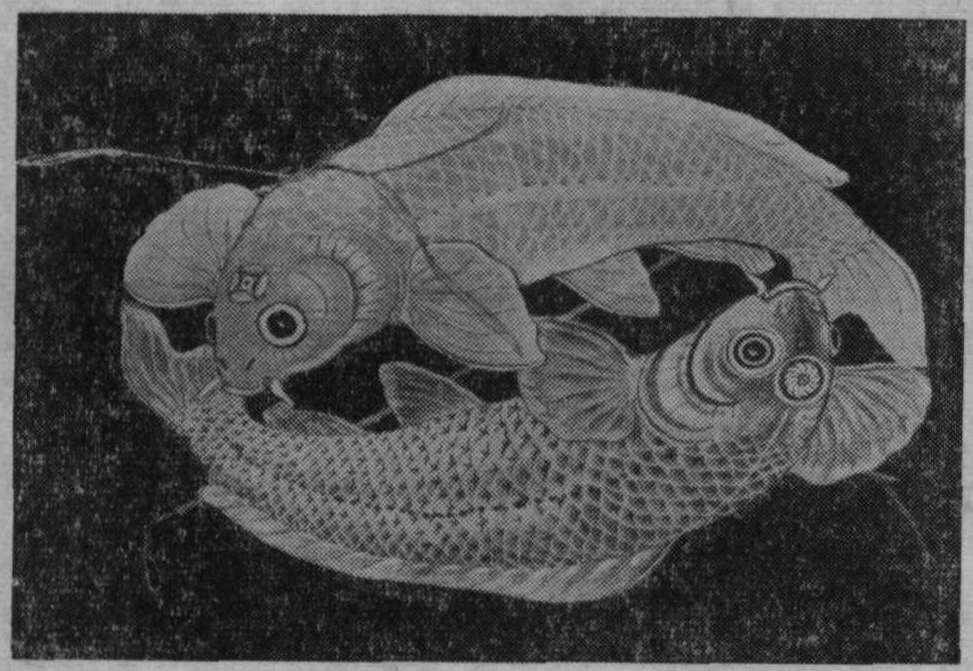
《南鷂北鳶考工志》中的雙鯉風箏

《廢藝齋集稿》，是一部集中介紹了金石、风筝、编织、脱胎、织补、印染、雕刻、竹制器皿、扇股、烹调等手藝的書籍，據稱為曹雪芹所作，現僅存《南鷂北鳶考工志》殘稿。

## 內容
《廢藝齋集稿》共有八冊，第一冊關於金石，第二冊關於風箏製作，題箋為《南鷂北鳶考工志》，第三冊講編織工藝，第四冊講脫胎，第五冊是講織補，第六冊講印染，第七冊講雕刻竹制器皿和扇股，第八冊講烹調。目前僅存《南鷂北鳶考工志》殘卷，包括自序、 董邦達序、歌訣、自題畫石詩和敦敏的《瓶湖懋斋记盛》。

## 發現
本書估計成書于十八世紀中葉。1943年日本人高見嘉十為了研究風箏製作，從一個日本商人金田那裏借到了一部手稿，商人自稱是從金鼎臣那裏買來，這部手稿就是《廢藝齋集稿》。高見命人使用鉛筆將講風箏製作的部分描摹之後歸還了手稿，1945年後金田和手稿下落不明。1971年，孔祥澤將收藏的《廢藝齋集稿》抄本出示吳恩裕，吳恩裕於1973年在《文物》雜誌上發表《曹雪芹的佚著和傳記材料的發現》一文，使得本書重新進入大眾視野。

## 爭議
自吳恩裕的文章發表後，關於《廢藝齋集稿》的真偽一直存在討論，支持者有吳恩裕、馮其庸、茅盾、蔡義江、胡文彬、周雷、美籍華人學者周策縱、趙岡等；反對者有陳毓羆、劉世德、朱家溍等。
陳、劉二人認為：《南鷂北鳶考工志》其他傳本至今未見；曹序董序文風相近，可能出自一人之手；敦敏的文章中關於天氣的記載與其他史料不符。胡文彬、周雷、吳恩裕則發文對陳、劉二人提出的觀點進行了反駁。
此外也有人持中間觀點。比如鄧雲鄉認為《廢藝齋集稿》是否為曹雪芹所著證據不足，而且當時北京的旗人講究吃喝玩樂，能寫出這本書的人大有人在。